# Malcolm Goldstein
Pour les articles homonymes, voir Goldstein.
Malcolm Goldstein est un violoniste et compositeur américain, né à Brooklyn (New York) le 27 mars 1936.

## Carrière
Malcolm Goldstein travaille depuis le début des années 1960 à New York City dans le domaine de la musique nouvelle et de la danse, en tant que compositeur et violoniste, cofondateur et l’un des directeurs du Tone Roads Ensemble (avec Philip Corner et James Tenney), ainsi qu’en tant que participant au Judson Dance Theater, au Festival de l’Avant-Garde de New York et à la Experimental Intermedia Foundation. Depuis cette époque, il a fait de nombreuses tournées à travers l’Amérique du Nord et l’Europe, donnant des concerts de violon solo et se produisant avec de nombreux ensembles de musique nouvelle et de danse. Sa musique fut jouée entre autres aux festivals : New Music America, Inventionen (Berlin), Prix Ars Acustica de la radio Westdeutscher Rundfunk, Wittener Tage für Neue Kammermusik, Pro Musica Nova (Brême), TonArt (Berne) et Sound Culture (Tokyo). En outre, il travaille entre autres avec l’Ensemble für Neue Musik de la radio Hessischer Rundfunk, L’art pour l’art, Essential Music, le New Performance Group (Cornish Institute) et aux Instants Chavirés où il créa "Fragments of the Wall" . 	Goldstein a travaillé à plusieurs reprises avec John Cage et la Merce Cunningham Dance Company. Il dirigea le Festival de Musique Nouvelle de la radio Hessischer Rundfunk et participa en 1992 au festival de Francfort : ‘’John Cage Anarchic Harmony’’. Ces dernières années, Goldstein a collaboré en duo avec le percussionniste allemand Matthias Kaul, avec la joueuse de pipa Liu Fang et le contrebassiste Barre Phillips sur l'improvisation, et sort un nouvel album
sous le titre "Along the Way" en 2010.

## Discographie
- Hardscrabble Songs
- Malcolm Goldstein / Peter Niklas Wilson: Monsun
- Sounding the New Violin
- The Seasons: Vermont, 1982
- d'c 2 – Goldstein plays Goldstein, Dacapo Bremen, 1993
- Live at fire in the valley, 1997
- Along the Way, duo improvisation avec Liu Fang, 2010